# Tossal de Folies
El Morro de Folies és una muntanya de 178 metres que es troba al municipi de Seròs, a la comarca catalana del Segrià.